# 阿爾卑斯特急
阿爾卑斯特急（日语： Arupentokkyū */?）是由富山地方鐵道（地鐵）運行於立山站至宇奈月溫泉站之間的特急列車。途經富山地方鐵道立山線和本線。

## 概要
此列車是連接地鐵沿線二大觀光資源，即立山黑部阿爾卑斯山脈路線及宇奈月溫泉與黑部峽谷，為一架觀光向的列車。該列車只於立山黑部阿爾卑斯山脈路線開通時期的4月16日至11月30日之間行走（季節列車）。在2022年4月15日時間表修正中，不再開辦此列車。

## 歷史
在開始運行當初。立山線特急4班的部分車輛於寺田站分離，隨後連接本線特急前往宇奈月溫泉（相反也有4班從宇奈月溫泉出發的班次前往立山）。在1976年4月時間表修正中，開設不停站的特急往來宇奈月溫泉站和立山站，共有2個往返班次，同時加設愛稱「阿爾卑斯特急」。

### 使用車輛
「阿爾卑斯特急」使用16010形和14760形行走。
在1976年7月1日至1983年11月之間，1個往返班次（1、4號）使用名古屋鐵道KiHa8000系柴油列車。這車輛在行走「北阿爾卑斯」後，於立山站等待回程班次時行走「阿爾卑斯特急」。在「北阿爾卑斯」運輸日以外時，會使用地鐵自家的車輛。在淡季時會使用14760形，以1卡編成行走。
在2011年12月，16010形進行翻新，翻新車輛由水戶岡銳治設計，並且附上了新的車輛名稱「阿爾卑斯特快」。平日以2卡編成，假日以3卡編成行走。

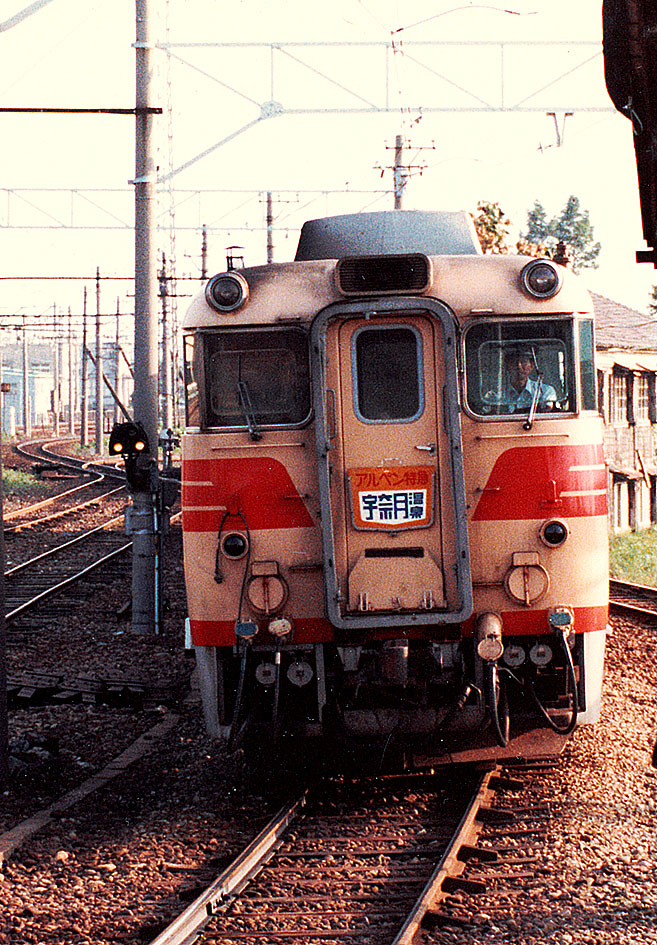
名古屋鐵道 KiHa8000系 阿爾卑斯特急 前往宇奈月溫泉（1982年，魚津站）
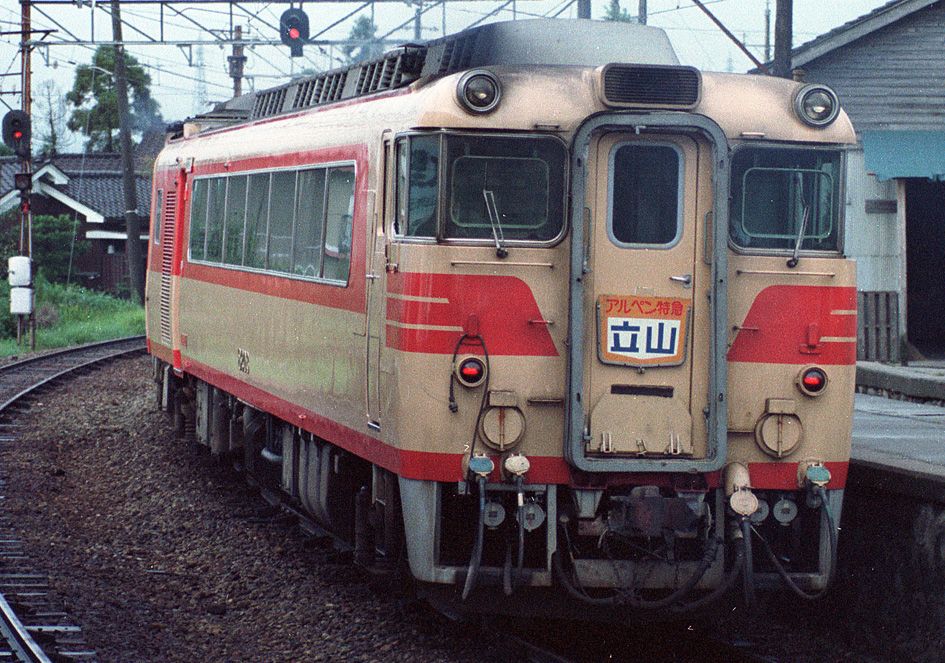
名古屋鐵道 KiHa8000系 阿爾卑斯特急 前往立山（1982年，寺田站）

### 停車站
- 立山站 - 寺田站 - 上市站 - 中滑川站 - 電鐵魚津站 - 新魚津站 - 電鐵黑部站 - 新黑部站 - 宇奈月溫泉站

在2015年2月25日前，列車另外停靠東三日市站、浦山站和愛本站。在翌日26日，隨著新啟用的新黑部站成為特急停車站，上述三站則通過。另外，由於列車需要在寺田站改變行車方向，下車月台與乘車月台是在不同月台，因此停車時間會比較長（停靠5至7分鐘）。

## 注腳
1. ↑  富山地鉄 特急が全廃へ 最後の1本「宇奈月→立山」運転取りやめ コロナ影響 （页面存档备份，存于）（日語） - 2022年4月1日，Traffic News
2. ↑  . ニッポン放送. 2016-07-12  [2020-01-03]. （原始内容存档于2023-03-09）.
3. ↑  ロカルちゃ!富山 vol.16鉄道編 富山地方鉄道 （页面存档备份，存于）（日語） - 富山觀光、地域振興局

## 外部連結
- 阿爾卑斯特快官方網頁 （页面存档备份，存于）（日語） - 富山地方鐵道